# Geração de som
Geração de som é o álbum de estreia da carreira solo do guitarrista baiano Pepeu Gomes. Considerado um dos primeiros discos instrumentais do rock brasileiro, o álbum foi lançado pelo selo Epic/CBS em 1978.
A capa do álbum traz uma foto do Pepeu tocando um instrumento chamado guibando, inventado pelo próprio para favorecer o fraseado melódico e a acentuação rítmica do samba e do choro

## Faixas
| Lado A |                   |                                             |         |  |
| N.º    | Título            | Compositor(es)                              | Duração |  |
| 1.     | "Saudação Nagô"   | Pepeu Gomes                                 | 2:21    |  |
| 2.     | "Fissura"         | Pepeu Gomes                                 | 3:21    |  |
| 3.     | "Linda Cross"     | Pepeu Gomes                                 | 3:41    |  |
| 4.     | "Belo Horizonte"  | Pepeu Gomes                                 | 3:02    |  |
| 5.     | "Odete"           | Herivelto Martins/Valdemar de Abreu "Dunga" | 2:56    |  |
| 6.     | "Toninho Cerezzo" | Pepeu Gomes                                 | 2:59    |  |

| Lado B |                    |         |  |
| N.º    | Título             | Duração |  |
| 7.     | "Malacaxeta"       | 4:32    |  |
| 8.     | "Alto da Silveira" | 2:57    |  |
| 9.     | "Didilhando"       | 3:10    |  |
| 10.    | "Tambaú"           | 3:26    |  |
| 11.    | "Buchinha"         | 2:40    |  |
| 12.    | "Flamenguista"     | 2:33    |  |

## Créditos
| - Pepeu Gomes: guitarra, guibando, violão, bandolim acústico e elétrico, piano, órgão, voz - Jorginho Gomes: bateria, cavaquinho acústico, surdo, tamborim - Didi Gomes: baixo, violão de 7 cordas, reco-reco - Baixinho: bateria (Faixas 1, 4 e 11), surdo, tamborim, chocalho, timbales - Severo: acordeon - Paulo César Salomão: efeitos sonoros e eletrônicos - Bola: bongô, chocalho - Charles Negrita: tumba e agogô - Baby Consuelo: afoxé (Faixa 12) - Jorge da Cruz: pandeiro - Juarez: sax tenor - Luis Bezerra: sax tenor - Netinho: sax alto e clarinete - Márcio Montarroyos: trompete - Maurílio: trompete - José Alves: violino - Aizik: violino - Arlindo Penteado: viola - Watson Clis: cello | - Arranjos: Pepeu Gomes - Arranjos de cordas, metais e regência: Paulo Machado - Direção artística: Jairo Pires - Direção de produção: Carlos Alberto Sion |